# 女息 -MEIKI-
『女息 -MEIKI-』（めいき）は、1988年5月21日に発売されたアン・ルイスの15枚目のスタジオ・アルバム。発売元はビクター音楽産業。規格品番は、LP: SJX-30356。CD: VDR-1512。

## 概要
『遊女』『JOSHIN』に続く ″女シリーズ″ の第3作。タイトルの意味は、″女の息″、″女の器″、楽器の ″名器″ のトリプル・ミーニングとなっている。
先行シングル「KATANA」はアルバムヴァージョンで収録された。
本作は、アンが少しリラックスした気分でレコーディングしたいと考え、前作までのロンドンからロサンゼルスに場所を移し、編曲・キーボード担当の佐藤準とギター担当の北島健二も同行している。また、アメリカ合衆国のギタリスト、ジェイク・E・リー（Jake E. Lee）が、「MEIKI」「月下の獣達」「殉愛」の3曲でギター演奏を披露している。
CDは1988年の発売以降、長きに亘り廃盤の状態が続いていたが、2007年9月21日におよそ19年ぶりとなる再発売が紙ジャケット仕様で実現され、2013年9月25日にはタワーレコード限定で再発売された。また、2022年3月2日にはMEG-CDの取扱いが開始されている。

## 収録曲

### LP
| 全編曲: 佐藤準。 |                     |              |              |      |
| #                | タイトル            | 作詞         | 作曲         | 時間 |
| 1.               | 「MEIKI」           | Annie        | 高橋ヨシロウ | 4:44 |
| 2.               | 「SIREN」           | Jonah Pashby | 北島健二     | 4:18 |
| 3.               | 「月下の獣達」      | 高柳恋       | 西田昌史     | 4:44 |
| 4.               | 「女念'S 1988」     | 山口しのぶ   | Annie        | 3:52 |
| 5.               | 「NEVER FOREVER」   | Annie        | 鹿紋太郎     | 4:12 |
| 6.               | 「WHOREてしまった」 | 湯川れい子   | 松田良       | 5:41 |

| 全編曲: 佐藤準。 |                          |              |          |      |
| #                | タイトル                 | 作詞         | 作曲     | 時間 |
| 1.               | 「UWAKI」                | Annie        | Annie    | 3:57 |
| 2.               | 「殉愛」                 | 真名杏樹     | 西田昌史 | 4:26 |
| 3.               | 「HIT and RUN」          | 石川あゆ子   | 松田良   | 4:58 |
| 4.               | 「STRANGER IN THE DARK」 | Jonah Pashby | 西村麻聡 | 3:43 |
| 5.               | 「KATANA」(VERSION Ⅱ)    | 石川あゆ子   | 鹿紋太郎 | 4:49 |
| 6.               | 「今、FAR AWAY」         | Annie        | 山本恭司 | 3:43 |

### CD
| 全編曲: 佐藤準。 |                          |              |              |       |
| #                | タイトル                 | 作詞         | 作曲         | 時間  |
| 1.               | 「MEIKI」                | Annie        | 高橋ヨシロウ | 4:44  |
| 2.               | 「SIREN」                | Jonah Pashby | 北島健二     | 4:18  |
| 3.               | 「月下の獣達」           | 高柳恋       | 西田昌史     | 4:44  |
| 4.               | 「女念'S 1988」          | 山口しのぶ   | Annie        | 3:52  |
| 5.               | 「NEVER FOREVER」        | Annie        | 鹿紋太郎     | 4:12  |
| 6.               | 「WHOREてしまった」      | 湯川れい子   | 松田良       | 5:41  |
| 7.               | 「UWAKI」                | Annie        | Annie        | 3:57  |
| 8.               | 「殉愛」                 | 真名杏樹     | 西田昌史     | 4:26  |
| 9.               | 「HIT and RUN」          | 石川あゆ子   | 松田良       | 4:58  |
| 10.              | 「STRANGER IN THE DARK」 | Jonah Pashby | 西村麻聡     | 3:43  |
| 11.              | 「KATANA」(VERSION Ⅱ)    | 石川あゆ子   | 鹿紋太郎     | 4:49  |
| 12.              | 「今、FAR AWAY」         | Annie        | 山本恭司     | 3:43  |
| 合計時間:        | 合計時間:                | 合計時間:    | 合計時間:    | 53:31 |